# Walsoken
Walsoken – wieś w Anglii, w hrabstwie Norfolk, w dystrykcie King’s Lynn and West Norfolk. Leży 75 km na zachód od Norwich i 132 km na północ od Londynu. W 2001 miejscowość liczyła 1484 mieszkańców.